# Poltavka, Konotop
Poltavka (în ucraineană Полтавка) este un sat în așezarea urbană Duboveazivka din raionul Konotop, regiunea Sumî, Ucraina.

## Demografie
Componența lingvistică a localității Poltavka
     Ucraineană (89,19%)
     Rusă (10,81%)
Conform recensământului din 2001, majoritatea populației localității Poltavka era vorbitoare de ucraineană (89,19%), existând în minoritate și vorbitori de rusă (10,81%).